# Kristen Welker
Kristen Welker (1 de juliol de 1976) és una periodista televisiva estatunidenca que treballa per NBC News. És la corresponsal a la Casa Blanca, establerta a Washington DC i copresentadora de Weekend Today, el programa de dissabtes de Today, amb Peter Alexander.
És filla de Harvey i Julie Welker. El seu pare és enginyer i la seva mare, agent immobiliària. El seu pare és blanc i la seva mare és negra. Es va graduar en un institut a Filadèlfia el 1994 i de Harvard College el 1998 amb un Bachelor of Arts en història amb honors. Va ser becària del programa Today el 1997, mentre era a Harvard.
Va treballar per afiliades a ABC a Providence (Rhode Island) i Redding/Chico (Califòrnia) i es va unir a NBC el 2005 a l'afiliada a Filadèlfia, on va ser periodista i presentadora de cap de setmana. Es va unir a NBC News el 2010 com a corresponsal establerta a la seu a la costa oest a Burbank (Califòrnia). Va esdevenir corresponsal a la Casa Blanca de NBC el desembre de 2011.
Representa de manera regular MSNBC a les conferències de premsa diàries de la Casa Blanca i informa en directe per diversos programes del canal. Ocasionalment fa de presentadora suplent a NBC Nightly News i Today. El 10 de gener de 2020, NBC va anunciar que seria copresentadora de Weekend Today amb Peter Alexander. Va començar a treballar-hi l'11 de gener de 2020.
El 2 de setembre de 2020 la Comissió de Debats Presidencials va anunciar que Welker moderaria el tercer debat presidencial entre el president Donald Trump i l'ex-vicepresident Joe Biden.
Es va casar amb John Hughes el 4 de març de 2017 a Filadèlfia.